# Mon ninja et moi 2
Série
Mon ninja et moi
(2018) Mon ninja et moi 3
(2025)
Pour plus de détails, voir Fiche technique et Distribution.
Mon ninja et moi 2 (Ternet Ninja 2) est un film danois réalisé par Thorbjørn Christoffersen et Anders Matthesen, sorti en 2021.

## Synopsis
En Thaïlande, le fabricant de jouets Phillip Eppermint s'apprête à sortir de prison. Au même moment, la poupée habitée par l'esprit vengeur de Taïko Nakamura revient dans la vie d'Alex.

## Fiche technique
- Titre : Mon ninja et moi 2
- Titre original : Ternet Ninja 2
- Réalisation : Thorbjørn Christoffersen et Anders Matthesen
- Scénario : Anders Matthesen
- Montage : Kristian Håskjold
- Production : Trine Heidegaard
- Société de production : A. Film, LevelK, Pop Up Production, Sudoku ApS et Yousee
- Pays :  Danemark et  États-Unis
- Genre : Animation, action, comédie et fantastique
- Durée : 86 minutes
- Dates de sortie : 
  - Danemark : 19 août 2021
  - France : 1er avril 2022 (VOD)

## Distribution

### Voix originales
- Emma Sehested Høeg : Jessica
- Anders Matthesen : TN / oncle Stewart / Sirene / Jørn / Sune / voix additionnelles
- Louis Næss-Schmidt : Aske

### Voix françaises
- Achille Dubois : Alex
- Stéphane Ronchewski : Ninja
- Simon Duprez : John
- Benoît Van Dorslaer : Stewart
- Maxime Donnay : Sean
- Claire Tefnin : Sirena
- Jean-Michel Vovk : Jimmy
- Sébastien Hébrant : Eppermint
- Aaricia Dubois : Jessica
- Émilie Guillaume : Odyssée
- Marc Weiss : Jasper
- Michel Hinderyckx : le père de Jessica
- Alayin Dubois : Fleur de miel
- Brieuc Lemaire, Erwin Grünspan, Thibaut Delmotte, Grégory Praet, Cécile Florin, Helena Coppejans, Philippe Allard et Sophie Pyronnet : voix additionnelles

## Distinctions
Le film a été nommé pour sept Roberts et en a reçu deux : meilleur film pour la jeunesse et meilleur scénario adapté.